# Fiorinia externa
Fiorinia externa är en insektsart som beskrevs av Ferris 1942. Fiorinia externa ingår i släktet Fiorinia och familjen pansarsköldlöss. Inga underarter finns listade i Catalogue of Life.

## Bildgalleri

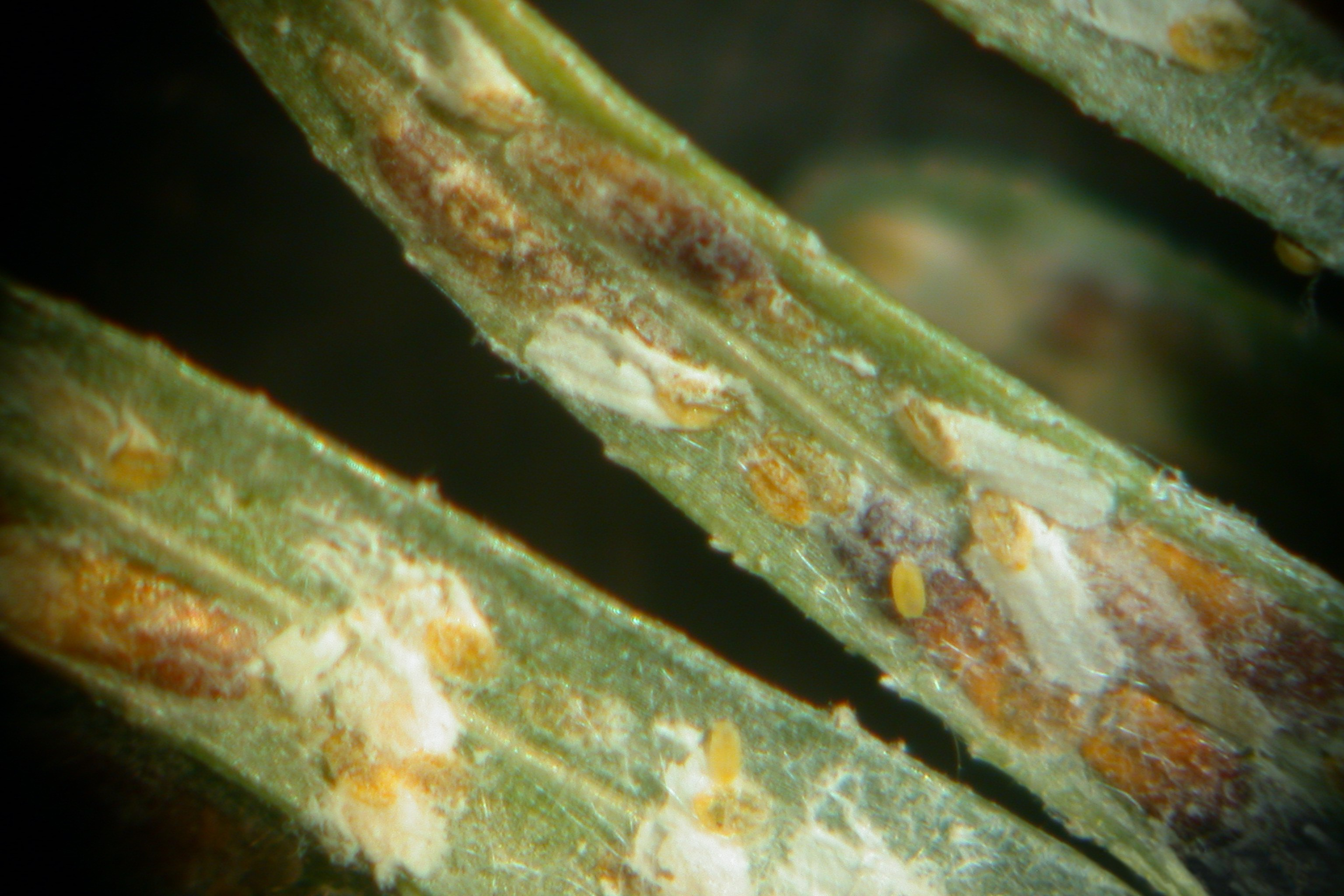
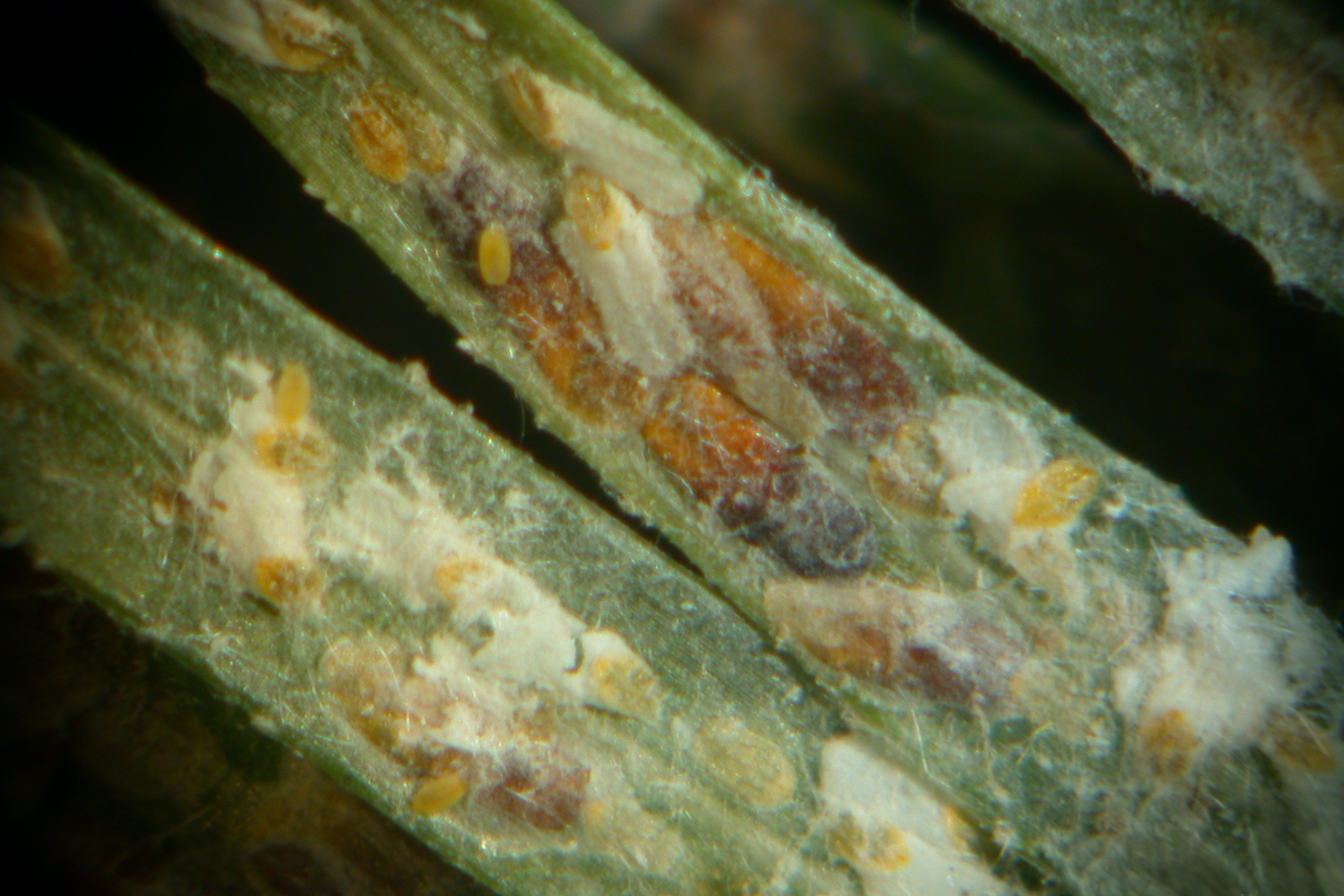
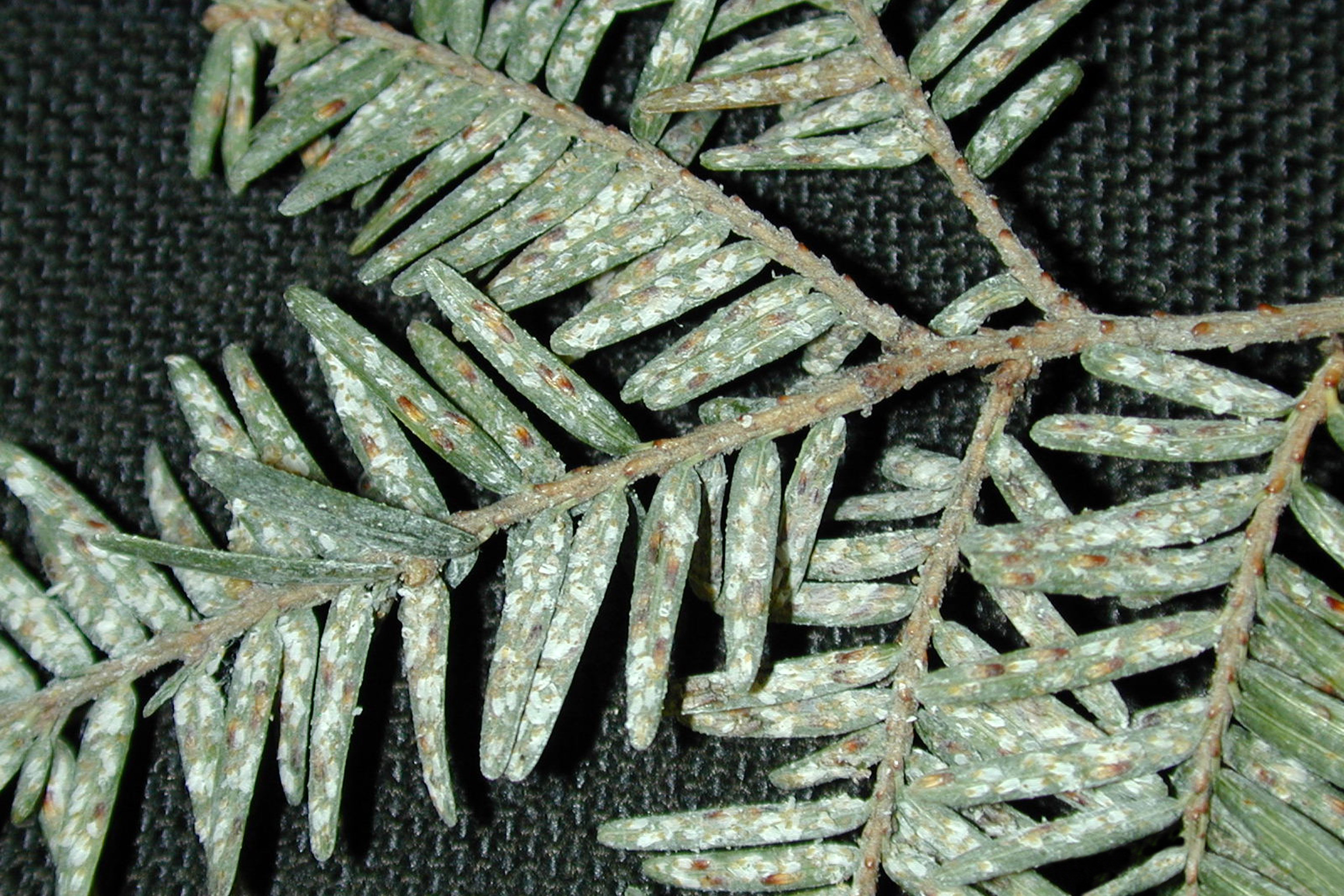
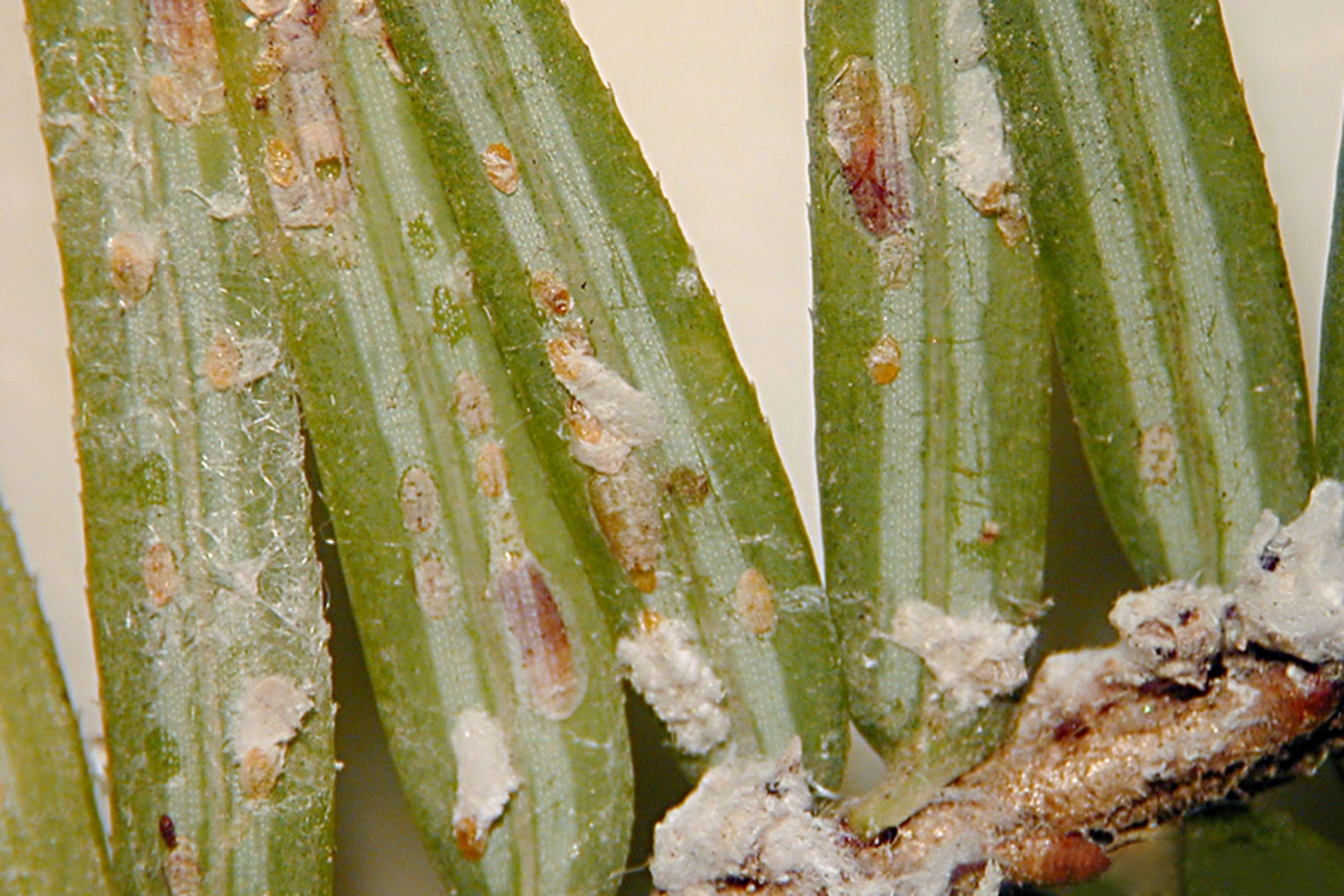
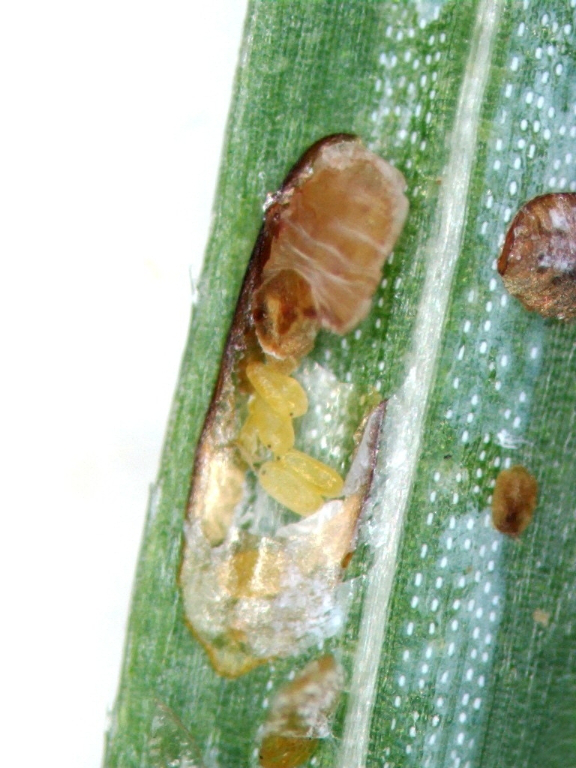
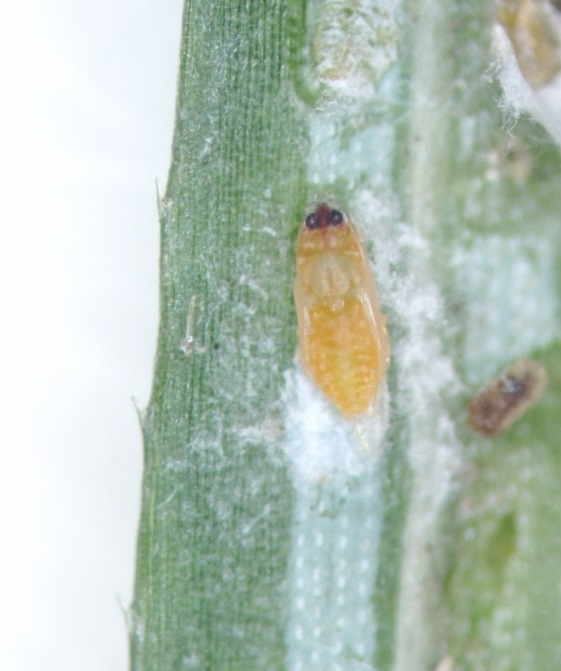